# Archos
Archos (アルコス、アーコス、英語: [ˈɑrkoʊs]) は、フランスの家電メーカーである。1988年に Henri Crohas が創業した。
社名は創業者 Crohas の姓のアナグラムであり、同時にギリシア語の 'master' (αρχος) を意味する。スローガンは当初の Think Smaller から On The Go となり、最近では Entertainment your way となっている。
Archos は他にもポータブルオーディオプレーヤー、ポータブルメディアプレーヤー、PVP（ポータブルビデオプレーヤー）、ハードディスクレコーダー、携帯情報端末などを開発・製造している。
2019年4月29日、ベトナムのビングループとの間で資本業務提携が締結され、ビングループはArchosの株式60%を取得した。

## 現行製品

### Archos 10
2009年1月、Archosは初のネットブック Archos 10 をリリースした。Intel Atom N260 CPU、10.2インチWSVGA画面、1GBのRAM、160GBのハードディスク、Windows XP と一般的な構成のネットブックである。Hasee MJ125 のOEM販売だが、プリインストールしているソフトウェアに違いがある。Archos のウェブサイトでは「ミニPC」と称している。

### Internet Media Tablet
2008年8月19日、ArchosはWiFiと3G携帯インターネット機能を備えた第6世代ポータブルメディアプレーヤーを発表した。これを "Internet Media Tablets" (IMT) と称し、ウェブブラウザとウェブTVとラジオ機能を備えた多機能携帯端末にしている。また、ハードディスクを内蔵していて、大記憶容量を備えている。Archos 5 では、60GB、120GB、250GB のモデルがあり、Archos 7 では 160GB と 320GB、Archos 5G では 30GB である。Archos 5G では 3.5G HSDPA 無線接続が可能である。

### 第5世代ポータブルメディアプレーヤー

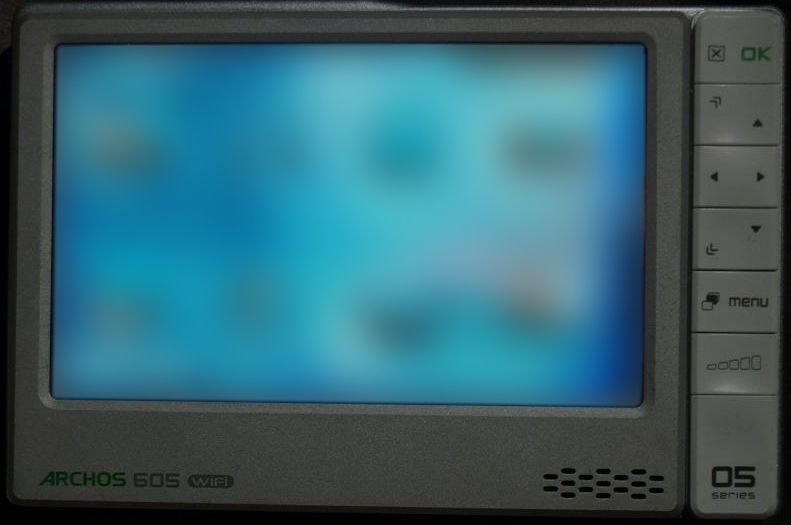
Archos 605 WiFi

2007年6月14日、Archosは新たな主力製品 605 WiFi の詳細を発表し、同時に 105、405、705 プレーヤーを発表した。
605 WiFi と 405 は2007年9月1日に発売となった。605 WiFi には30GB、80GB、160GBのモデルがあり、他にSDHCスロットを装備した4GBモデルもある。405はSDHCスロットを装備した2GBモデルだったが、後に30GBモデルが追加された。105はビデオ再生機能もあるが、小型で安価なMP3プレーヤーである。705は1世代前の704とほぼ同じ。
このシリーズの主なアップグレードは Archos Content Protals (APC) 対応機能の追加である。

#### Archos TV+
Archos TV+ は独立型のハードディスクレコーダー。リモコンにQWERTY配列のキーがあり、インターネット利用も可能。第5世代ポータブルメディアプレーヤーの一環として発表され、Apple TV に対抗する製品と紹介されている。Archos TV+ は2008年のコンシューマー・エレクトロニクス・ショーでお披露目された後、1月に発売された。

## 販売終了した製品

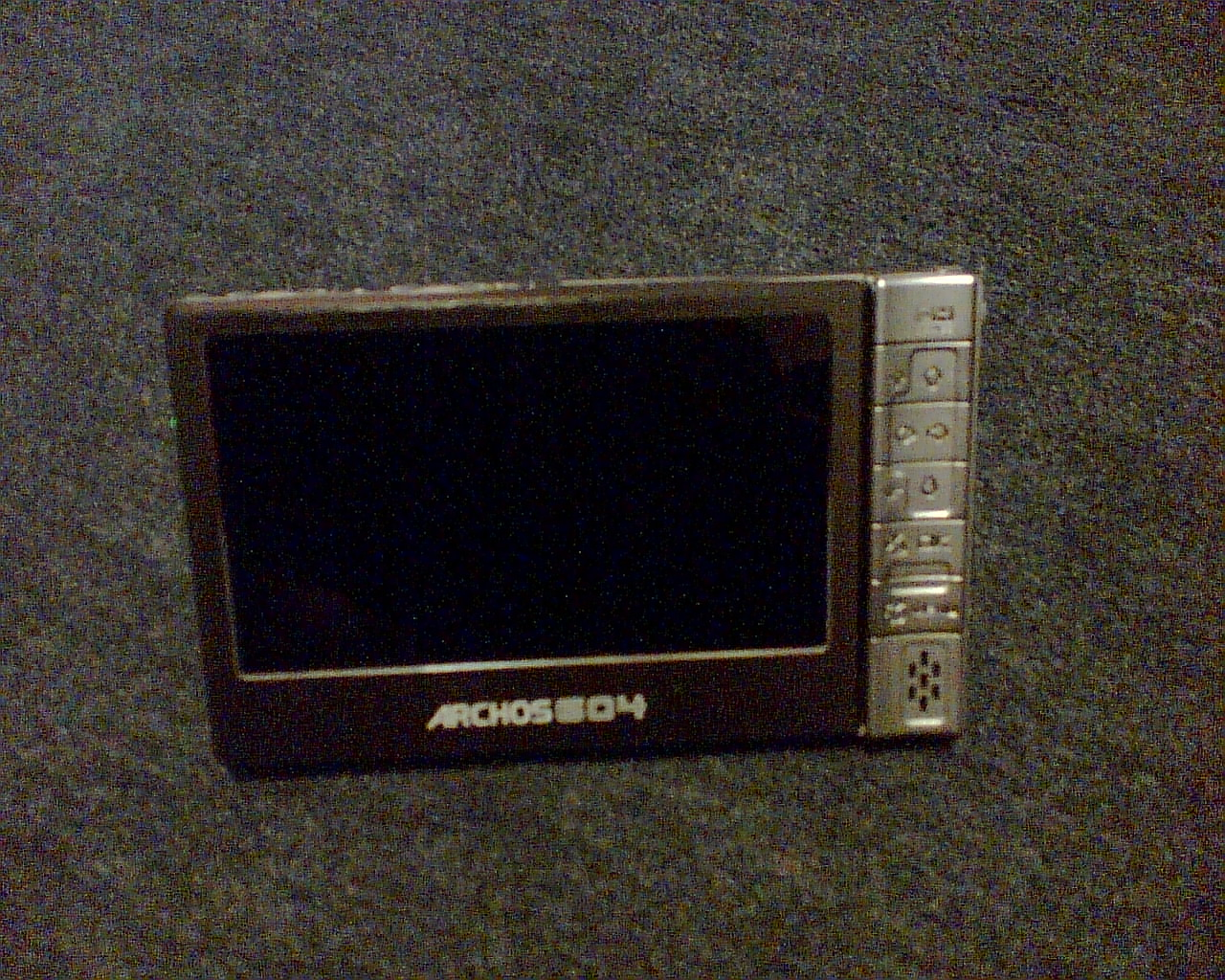
Archos 604

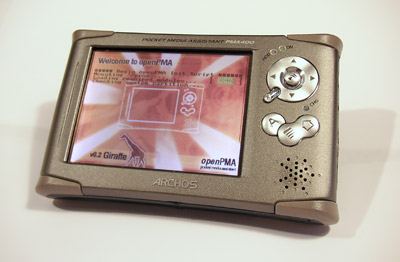
Archos PMA400 で openPMA 0.2 Giraffe をブートしたところ

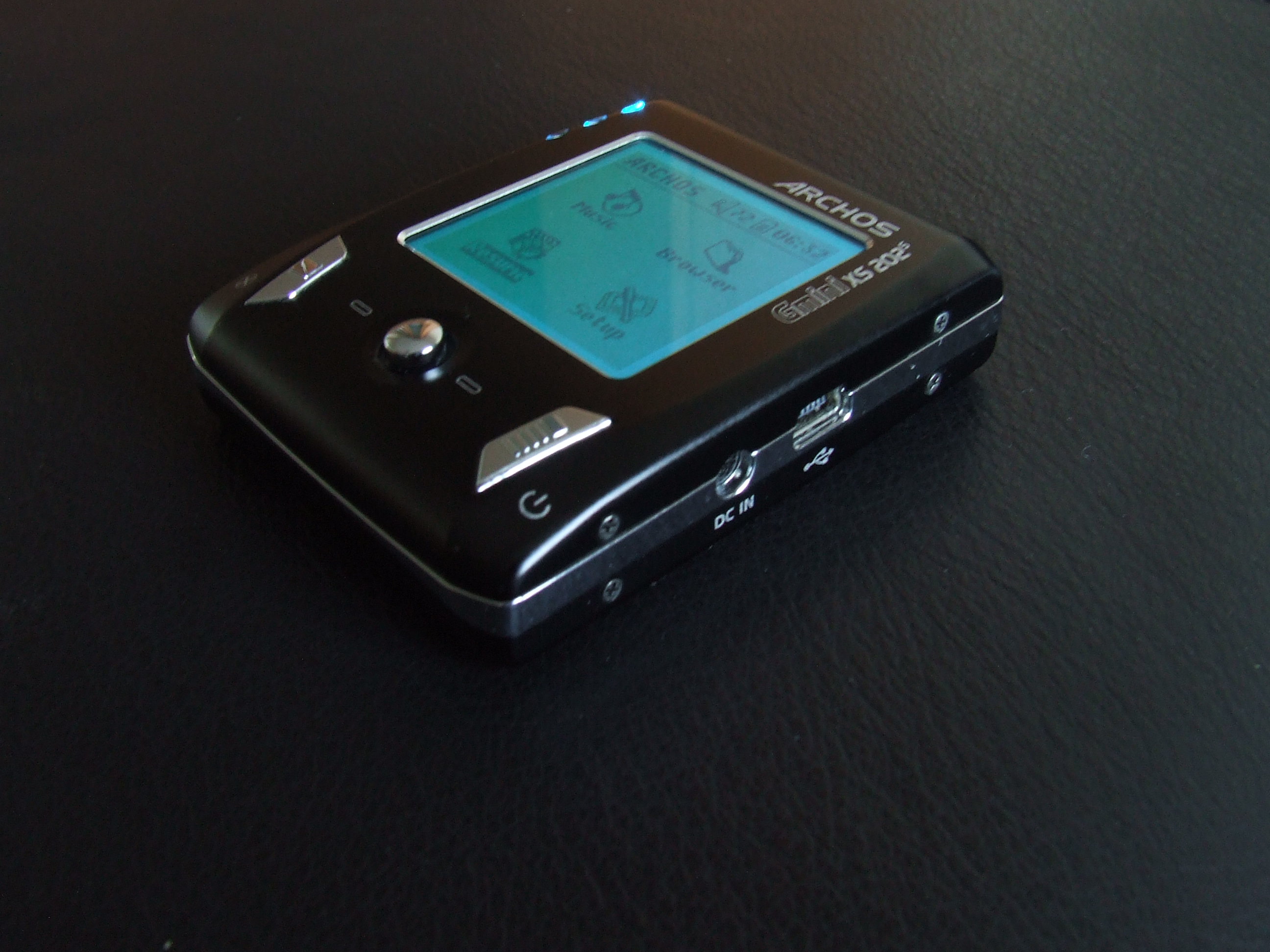
Archos Gmini XS 202s

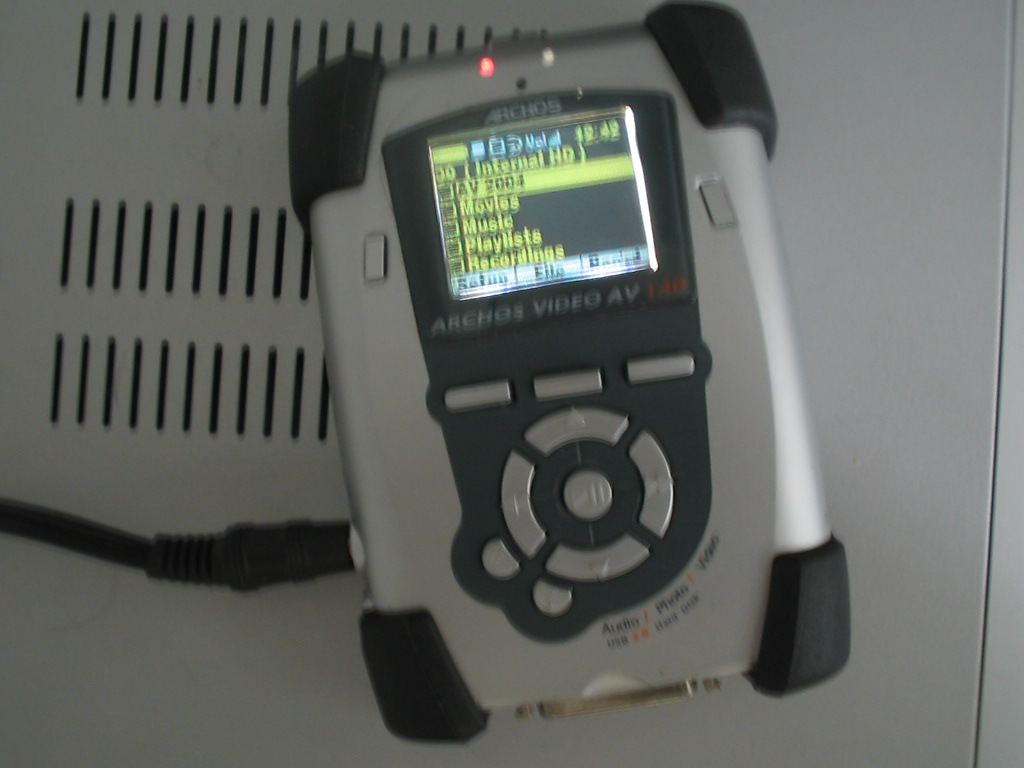
Archos Jukebox Multimedia

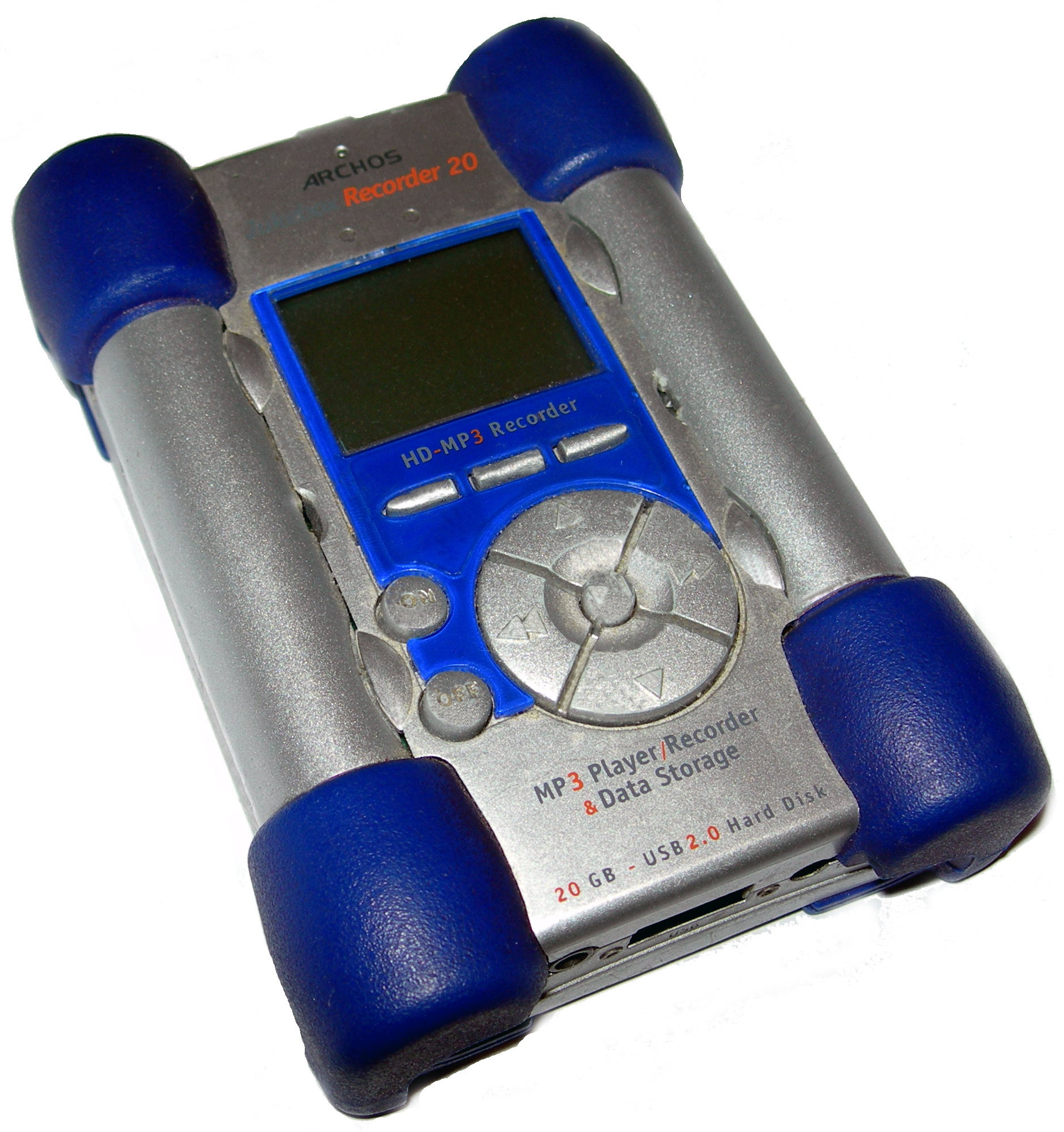
Archos Recorder 20

第4世代ポータブルメディアプレーヤー
AVシリーズの後継。404、504、604、604 WiFi、704 WiFi など8機種が2006年から2007年に発売された。いずれも Microsoft PlaysForSure 互換。別売品の DVR Station や DVR Travel Adaptor を接続するとテレビなどを録画できる。
PMA400
2005年5月26日に発売されたPDA。ハードディスク装備、音声/映像録再可能、Qtopia Embedded が動作。
AVシリーズ
第3世代のポータブルメディアプレーヤー。AV300は2004年3月22日から発売。別売品の AVCam 300 を接続するとデジタルカメラになる。AV400はコンパクトフラッシュカードスロットを標準装備。DRM WMA サポート。WMVも再生可能。AV500はPMA400の直前に発売された。機能的には携帯可能でディスプレイを装備したハードディスクレコーダーである。
Gminiシリーズ
Gmini 400 は2004年10月に登場。カラー液晶ディスプレイを備え、デジタル写真やオーディオやビデオを再生可能。後継の Gmini 402 は PlayForSure 互換。Gmini 402 Camcorder には撮影機能、ビデオ録画機能がある。Gmini 500 は AV500 の直後に発売されたモデルで、PlaysForSure 対応。Gmini 120 および Gmini SP はDRM非対応だが、別売りのFMラジオアタッチメントを装備するとFMラジオを聴いたり録音したりできる。Gmini XS 100 は1.5インチディスプレイを装備し PlaysForSure 対応。Gmini XS 200 はモノクロ画面を持ちギャップレス再生をサポート。Gmini XS 204 はカラーディスプレイを装備し画像を見ることができる。
Jukeboxシリーズ
Jukebox 6000 はArchos初のポータブルメディアプレーヤーの1つで、6GBのハードディスクを内蔵。MP3しか再生できず Musicmatch Jukebox を搭載していた。後継は Jukebox Studio。Jukebox Recorder は録音機能がある。Jukebox Multimedia はArchos初のポータブルメディアプレーヤー。ビデオ録画フォーマットは DivX MPEG-4。
初期のプレイヤー
- FM Recorder - FMチューナー付きの Recorder。
- Recorder v2 - 録音可能なポータブルオーディオプレーヤー。
- Ondio SP - Archos製でも最小のMP3プレーヤー。Rockboxでサポートされている。
- Ondio FM - Ondio SP にFMチューナー（録音）機能を追加したもの。

ポータブルストレージデバイス
主力製品ではないが、Archosはこれまでいくつかのポータブルストレージデバイスを販売してきた。この系列の最後の製品は2005年発売の ArcDisk である。

## 協業

### Content Protals
第5世代ポータブルメディアプレーヤーと Archos TV+ にあわせて2007年にリリースされた。Archos Content Portals (ACP) はビデオのオンデマンドの購入やレンタルをそれら機器から直接行うための仕組みである。しかしiTunesのようにPC上のソフトウェアは用意されていない。名称が複数形になっているのは、複数のディストリビュータが同じサービスを提供しているためで、例えば北米では CinemaNow がある。Archos は世界中にACPパートナーを配置している。

### MoovyPlay
MoovyPlay は2007年にフランスのCinebankが開始したサービス。映像ソフトを格納したハードディスクドライブをレンタルし、Archos製の専用プレーヤーに接続して視聴する。フランスではそれなりの成功を収めた。

### PocketDish
ディッシュ・ネットワークは2005年からArchosの株式の19%を保有しており、Archos製プレーヤーを PocketDish のブランドで販売していた。現在は 605 WiFi と 705 WiFi 用にディッシュ・ネットワーク向けプラグインを無料提供している。

### その他
アメリカン航空
2007年5月、アメリカン航空は、Archos 604 および 704s をファーストクラスの座席に配備する計画を発表した。
Opera
オペラ・ソフトウェアはPMA400からArchos機器向けにウェブブラウザを提供している。Wiiなどに対応している Opera Devices の1バージョンである。第5世代プレーヤーでは Adobe Flash サポートが追加になった。
SFR
2007年末、フランスの携帯電話会社 SFR は Archos と共同で新たに3G通信機能を利用した機器を開発することを発表した。それが Archos 5g であり、SFR からは割引価格で購入できる。